# Претварање (амерички фудбал)
Претварање (енгл. Conversion), такође и ПАТ (енгл. point(s) after touchdown — поен након тачдауна) је начин поентирања одмах након тачдауна у америчком фудбалу. Може се извести на два начина. Најчешће се изводи претварање за један поен шутирањем лопте кроз гол. Могуће је и извести претварање за два поена тако што се лопта поново унесе у противничку енд зону.